# Delčevo
Délchevo (macedonio: Делчево [ˈdɛɫtʃɛvɔ]) es una villa de Macedonia del Norte, capital del municipio homónimo.
En 2002 tenía 11 500 habitantes, lo cual supone dos terceras partes de la población municipal. Su población se compone en un 93,5% por macedonios y en un 4,9% por gitanos.
Recibe su nombre del líder nacionalista Gotse Delchev desde 1950, si bien ya se menciona la localidad en un documento de Esteban Uroš IV Dušan del siglo XIV, y a lo largo de la historia ha tenido diversos nombres como "Sultania" y "Tsarevo Selo".
Se sitúa sobre la carretera A3 junto a la frontera búlgara, unos 20 km al oeste de Blagoevgrad y a 120 km de Sofía.